# Поведенческая зависимость
Поведенческая зависимость (нехимическая зависимость) — аддикция, при которой объектом зависимости становится какой-либо поведенческий паттерн, а не психоактивное вещество.
Как и для любой аддикции для поведенческой важно наличие некоторых универсальных компонентов, таких как «сверхценность», синдром отмены, изменение настроения, рост толерантности, межличностные и внутриличностные конфликты, частые рецидивы.

## Общие особенности
Поведенческие и химические зависимости имеют много общего: ход развития, феноменологии и неблагоприятные последствия. И то, и другое начинается в подростковом и молодом возрасте и имеет более высокие показатели в этих возрастных группах, чем среди пожилых людей. У обоих есть естественный ход развития, который может демонстрировать хронические, рецидивирующие паттерны, но с некоторыми случаями самостоятельного выздоровления без формального лечения (так называемый «спонтанный» отказ).
Многие люди с поведенческими зависимостями сообщают о состоянии влечения или жажды до начала определённого поведения, как и люди с химическими зависимостями до употребления психоактивных веществ. Кроме того, такое поведение часто снижает тревожность, приводит к положительному настроению, появлению чувства облегчения или даже слабой эйфории, подобной той, что возникает при интоксикации психоактивными веществами. Эмоциональная дисрегуляция может способствовать возникновению тяги как при поведенческих аддикциях, так и при химических аддикциях.
Многие люди с лудоманией, клептоманией, компульсивным сексуальным поведением и ониоманией сообщают о снижении этих положительных эффектов на настроение при повторном поведении или необходимости увеличить интенсивность поведения для достижения того же эффекта. Многие люди с этими поведенческими зависимостями также сообщают о дисфорическом состоянии при воздержании от аддиктивного поведения. Однако, в отличие от добровольного отказа от психоактивных веществ нет сообщений о физиологически выраженных или серьёзных с медицинской точки зрения абстинентных состояниях при поведенческих зависимостях.

## Классификация
Первую российскую классификацию поведенческих аддикций предложили российский психиатр Ц. П. Короленко. Он выделил следующие виды поведенческих зависимостей:
- патологическое влечение к азартным играм
- эротические аддикции (любовная аддикция, сексуальная аддикция, любовно-сексуальная аддикция)
- «социально приемлемые» аддикции (трудоголизм, спортивная аддикция, шопоголизм, аддикция к модификации собственного тела, религиозная аддикция)
- технологические аддикции (интернет-зависимость, аддикция к мобильным телефонам, другие технологические аддикции)
- пищевые аддикции (аддикция к перееданию, аддикция к голоданию)

## Биологические механизмы
Основной биологический механизм аддикций включает в себя активацию вентральной области покрышки, прилежащего ядра, орбитофронтальной коры и связана с нарушением выработки дофамина. Поведенческие аддикции можно рассмотреть, как следствие нарушения в системе вознаграждения. Вследствие недостатка дофамина мозг обращается к поиску замещающего действия, которое приводит к выработке необходимого количества дофамина и вызывает удовольствие.
При образовании нехимической аддикции присутствует наследственный фактор (примерно 12-20 % риск возникновения этой патологии на генетическом уровне), но основную роль играет средовой фактор.

## Лечение
Терапия состоит из двух параллельных видов: психотерапия, фармакотерапия. В психотерапии наиболее эффективны КПТ и 12 шагов. В настоящее время нет лекарств, одобренных для лечения поведенческих зависимостей, но некоторые лекарства, которые показали хорошие результаты в лечении расстройств, связанных с употреблением психоактивных веществ, также показывают многообещающие результаты в лечении поведенческих зависимостей. При фармакотерапии используют подбор препарата, который обеспечивает нормальный синтез дофамина (антидепрессанты, нормотимики, агонисты и антагонисты опиоидных рецепторов).